# Microsoft Virtual PC
Microsoft Virtual PC (in Windows 7 Windows Virtual PC genoemd) is een programma dat het mogelijk maakt om op een virtuele computer Microsoft Windows of Linux-systemen te draaien. Eerder werden ook Mac OS en andere UNIX-varianten ondersteund.

## Geschiedenis
Virtual PC is een programma ontwikkeld door Connectix. Het programma werd voor het eerst uitgebracht in 1997. Deze versie was alleen beschikbaar voor Mac OS. Het moest de Mac-gebruikers in staat stellen hiermee Windows op hun computer te draaien. Apple gebruikte in die tijd nog processors met de PowerPC-architectuur, waardoor instructies van Windows die geschreven zijn voor het x86-platform vertaald moesten worden door de software. In 2001 bracht Connectix ook een Windows-variant op de markt.
In 2004 werd de ontwikkelaar Connectix overgenomen door Microsoft. Sindsdien heeft Microsoft besloten Virtual PC actief door te ontwikkelen. De technologie wordt in diverse Microsoft-producten gebruikt, waaronder Virtual Server.
Nadat Apple in 2005 bekendmaakte dat het overstapt op Intel-processors voor zijn Apple Macintosh-computers, besloot Microsoft een jaar later het programma voor Mac OS X op te schorten. Als reden werd genoemd dat Apple met Boot Camp al zelf aan een alternatief werkte en ook was er al interesse in het Mac OS X platform getoond door VMWare en Parallels.
Sinds de overname door Microsoft is Virtual PC gratis verkrijgbaar voor Microsoft Windows. Voor de laatste versie voor Mac OS X onder de Microsoft-vlag werd nog wel geld gevraagd, dit was mede doordat hier een volledige licentie van Microsoft Windows XP Professional bijgevoegd werd.

## Functies
Het is mogelijk om een zogenaamd snapshot van een inrichting te maken voorafgaand aan een grote wijziging. Hiermee kan de status van de virtuele machine teruggezet worden. Daarnaast is het mogelijk om bestanden tussen de host-pc en de virtuele machine te delen.

## Ondersteuning
Microsoft ondersteunt enkel Windows-versies, maar het is ook mogelijk sommige Linuxdistributies en Unix-varianten te installeren.

### Als host-OS
Virtual PC vereist een van de volgende systemen:
- Windows 7 (32-bit en 64-bit van Windows 7 Enterprise, Professional en Ultimate)
- Windows Vista (32-bit en 64-bit versies van Windows Vista Ultimate, Enterprise, Business en Business N)
- Windows XP Professional en Tablet PC editie (32-bit) en Windows XP Professional x64 editie
- Windows Server 2003
- Windows Server 2008

### Cliënt-OS ondersteuning
Microsoft ondersteunt het draaien van de volgende systemen binnen Virtual PC:
- Windows Vista (32-bit edities)
- Windows XP (32-bit edities)
- Windows Server 2008 (Virtual PC 2007 SP1 en hoger)
- Windows 2000 Professional en Server
- Windows 98 Second Edition
- Windows Server 2003 Standard Edition
- Windows NT 4.0 Server
- Verschillende versies van IBM OS/2

Oudere versies, zoals Windows 95 en Windows 98, werken meestal wel, maar worden niet ondersteund.

## Windows XP Modus
Voor de Windows 7 Professional-, Enterprise- en Ultimate-edities is het mogelijk om een speciale versie van Virtual PC te downloaden vanaf de website van Microsoft. Deze nieuwe virtualisatiesoftware heet Windows XP Modus. Het draait een virtuele Windows XP in Windows 7.